# Sandoy
Sandoy este o insulă din cadrul arhipelagului feroez. Pe insulă se află localitățile:  Sandur (cu populația cea mai numeroasă), Skarvanes, Skopun, Skálavík, Húsavík și Dalur.